# Jake és Sohaország kalózai
A Jake és Sohaország kalózai /  Jake kapitány és Sohaország kalózai (4. évad) (eredeti cím: Jake and the Never Land Pirates / Captain Jake and the Never Land Pirates (4. évad)) 2011-től 2016-ig futott amerikai televíziós 2D-s számítógépes animációs kalandsorozat, amelyet a Bobs Gannaway alkotott.
Amerikában a Disney Junior mutatta be 2011. február 14-én. Magyarországon először a Disney Channel mutatta be 2011. június 1-én, majd a Disney Junior és M2 is bemutatta.

## Ismertető
Jake, Cubby és Izzy Sohaország kalózai, akik kincsek után kutatnak. Persze ez nem megy zökkenőmentesen, hiszen Hook kapitány és Mr, Smee mindig megakadályozzák őket valamivel. Hook nem nézi jó szemmel, mikor a kalózok mókás dolgot csinálnak, ezért ellopja tőlük, de végül Jake-ék mindig visszaszerzik. Minden rész során, mikor Hook után mennek szerezhetnek arany fityingeket, ha valamit jól csinálnak, és ezeket a rész végén összesítik. A fityingeket mindig beleteszik a kincsesládába.

## Szereplők

### Főszereplők
Jake
Jake a Sohaország kalózainak vezetője. Van egy fakardja, amit Pán Péter adott neki. Hook kapitány fő kalózriválisa.
Izzy
Izzy az egyetlen lány a csoportban. Van egy kis zsákja tele tündérporral, amit odaadtak neki (Csingiling és a barátai). A csapat csak vészhelyzet esetén használja. Habár vannak olyan részek, amikor nem vészhelyzet esetén használják, mint a "No Returns"-ben.
Cubby
Cubby a legfiatalabb a csoportban. Van térképe Sohaországról. Cubby nem tagja az elveszett fiúknak, annak ellenére, hogy hasonlít a csoportra. Cubby elég félénk, nem bízik saját magában. Néha ügyetlen.
Skully
Skully egy kicsi, zöld papagáj, aki olyan mint egy őrző a csapatban. Általában láthatunk rajta egy fekete fejkendőt, amin fehér koponyák vannak. Látótérben tartja Hook kapitányt és Mr. Smee-t.
Hook kapitány
Hook kapitány Sohaország gonosz kalóza és Pán Péter ellensége. Legendás a kegyetlenségéről az embereihez és ellenségeihez. Tény, hogy csak 3 embert láthattunk az embereiből, a többit sosem láttuk vagy nem jelentek meg a sorozatban. Angol akcentussal beszél.
Mr. Smee
Mr. Smee Hook kapitány első társa.
Sharky és Bones
Sharky és Bones Hook kapitány kalózlegénységének tagja. Gyakran töltik azzal az idejüket, hogy énekelnek. Az élő verziók a sorozat végén jelennek meg és egy eredeti dalt énekelnek

### Mellékszereplők
Marina, a sellő
Egy fiatal sellő aki a Sohaország körüli óceánban él az emberei nagy részével. Ellentétben a nővérei hajlamosak sznob, önző, hiú és egyenesen kegyetlen viselkedésre, Marina édes, szelíd és kedves a fiatal kalózokhoz. Gyakran megmutatja nekik a titkokat, amiket megtud a Sohaországi tengerről. Marina és Izzy nagyon közeli barátok és lehet hogy azonos korúak is. Marina-nak van egy húga Stormy, aki odavan Jake-ért.
Tick-Tock, a krokodil
Az azonos krokodil, aki felfalta Hook kezét, miután Pán Péter levágta azt. Tick-Tock imádja Hook kezének ízét, olyannyira, hogy azóta is követi. Lenyelt egy ébresztőórát és azóta hallani ha a közelben van.

## Szereposztás

### Főszereplő
| Szereplő      | Eredeti hang                                                               | Magyar hang                                       |
| ------------- | -------------------------------------------------------------------------- | ------------------------------------------------- |
| Jake          | Colin Ford (1–2. évad) Cameron Boyce (2–3. évad) Sean Ryan Fox (3–4. évad) | Ducsai Ábel (1. hang) ifj. Boldog Gábor (2. hang) |
| Izzy          | Madison Pettis (1–3. évad) Megan Richie (3–4. évad)                        | Koller Virág (1. hang) Boldog Emese (2. hang)     |
| Cubby         | Jonathan Morgan Heit (1–3. évad) Jadon Sand (3–4. évad)                    | Straub Martin                                     |
| Skully        | David Arquette Loren Hoskins (ének)                                        | Kassai Károly                                     |
| Hook kapitány | Corey Burton                                                               | Makranczi Zalán                                   |
| Mr. Smee      | Jeff Bennett                                                               | Kerekes József                                    |
| Sharky        | Jeff Bennett Loren Hoskins (ének)                                          | Vida Péter                                        |
| Bones         | Jeff Bennett Kevin Hendrickson (ének)                                      | Posta Victor                                      |
| Marina        | Ariel Winter                                                               | Molnár Ilona                                      |

### Mellékszereplők
| Szereplő | Eredeti hang | Magyar hang   |
| -------- | ------------ | ------------- |
| Percy    | Rhys Darby   | Fekete Zoltán |

## Epizódok
| Évad | Évad | Epizódok | Eredeti sugárzás     | Eredeti sugárzás  | Magyar sugárzás                       | Magyar sugárzás       |
| Évad | Évad | Epizódok | Évadpremier          | Évadfinálé        | Évadpremier                           | Évadfinálé            |
| ---- | ---- | -------- | -------------------- | ----------------- | ------------------------------------- | --------------------- |
|      | 1    | 24       | 2011. február 14.    | 2011. december 2. | 2011. június 1. 2017. február 13.(M2) | 2017. március 16.(M2) |
|      | 2    | 34       | 2012. február 24.    | 2013. december 6. | 2017. március 21.(M2)                 | 2017. május 5. (M2)   |
|      | 3    | 33       | 2014. január 3.      | 2015. július 27.  | 2015. március 9.                      | 2015. augusztus 5.    |
|      | 4    | 19       | 2015. szeptember 19. | 2016. november 6. | 2015. november 14.                    | 2017. február 25.     |